# Dolly Sisters
Rosie Dolly (24 de octubre de 1892 - 1 de febrero de 1970) y Jenny Dolly (24 de octubre de 1892 - 1 de junio de 1941), conocidas profesionalmente como The Dolly Sisters, fueron bailarinas, cantantes y actrices gemelas idénticas húngaras-estadounidenses, populares en el vodevil y el teatro durante las décadas de 1910 y 1920. Ambas hermanas también aparecieron en dos películas mudas.

## Primeros años y carreras
Las hermanas, Rózsika Deutsch (más tarde conocida como Rose o Rosie) y Janka Deutsch (más tarde conocida como Yancsi o Jenny), nacieron el 24 de octubre de 1892 en Balassagyarmat, Hungría. Sus padres eran Julius (nacido como Gyula Deutsch, c. 1865) y Margaret Deutsch (nacida Margit Weisz, c. 1874). Julius y su hijo Istvan (más tarde conocido como Edward, nacido el 31 de marzo de 1898) emigraron a Estados Unidos en octubre de 1904; las gemelas y su madre llegaron en mayo de 1905. De niñas, las hermanas se formaron como bailarinas y empezaron a ganar dinero en cervecerías en 1907. Prohibidas por ser menores de edad por el escenario de Nueva York, hicieron una gira por el Orpheum Theatre hasta 1909, cuando debutaron en el Keith Vaudeville Circuit.[cita requerida]
Al año siguiente, aparecieron en la producción teatral de The Echo. En 1911, Florenz Ziegfeld, Jr. los contrató para aparecer en sus Ziegfeld Follies durante dos temporadas. Su actuación fue un éxito entre el público, que disfrutó de sus glamurosos personajes.
En 1913, las hermanas decidieron intentar forjar carreras por separado. Rosie apareció en The Whirl of the World en el escenario, mientras que Jenny se asoció con el bailarín Harry Fox (con quien se casó en 1912) en Honeymoon Express. Jenny y Fox también recorrieron el circuito de vodevil como dúo de baile.
Ambas hermanas debutaron en el cine en 1915: Jenny protagonizó The Call of the Dance y Rose apareció junto con Lillian Gish en Lily and the Rose (posteriormente reeditada como The Tiger Lady). Las hermanas volvieron a unirse en 1916 para aparecer en Midnight Frolic de Ziegfeld y regresaron al vodevil, donde cobraban 2.000 dólares a la semana. En 1918, aparecieron en su única película juntas, la semiautobiográfica The Million Dollar Dollies.
Al finalizar la Primera Guerra Mundial, las hermanas se trasladaron a Francia, donde compraron un castillo. Recorrieron los teatros y salones de baile de Europa y fueron cortejadas por numerosos hombres ricos y de la realeza, como Carol II de Rumanía, Christian X de Dinamarca y Alfonso XIII de España. En varias ocasiones, las hermanas se asociaban con parejas de baile masculinas y vendían entradas para las actuaciones de la misma noche para crear una rivalidad que impulsara la venta de entradas.
Como su éxito continuó a lo largo de los primeros años de la década de 1920, pudieron obtener salarios elevados. Durante una actuación en el Moulin Rouge de París, las hermanas cobraron 1.200 dólares por noche.

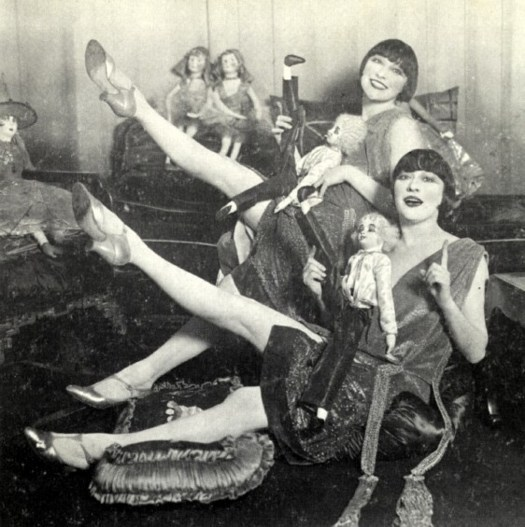

Durante su estancia en Europa, las hermanas se hicieron muy conocidas por sus excursiones de juego en casinos y hipódromos, que solían ser financiadas por admiradores adinerados. Ganaron 850.000 dólares en una temporada en Deauville. De las dos, Jenny Dolly se hizo legendaria por sus ganancias. Ganó 4 millones de francos una noche en Cannes, que convirtió en una colección de joyas; luego pasó a ganar otros 11 millones de dólares. En otras ocasiones, ganó 100.000 dólares en el hipódromo, 500.000 dólares en bacará y 200.000 dólares en la ruleta. Con sus ganancias, Jenny Dolly se entregó a su pasión: comprar joyas caras. La colección de joyas de Jenny, que adquirió gracias a sus ganancias y a numerosos pretendientes, se convirtió en legendaria.[cita requerida]
Mientras Jenny jugaba una noche en Cannes, la vizcondesa Furness la vio y comentó: "Nunca he visto tantas joyas en una persona en mi vida. Sus brazaletes le llegaban casi hasta los codos. El collar que llevaba debía de costar el rescate de un rey, y el anillo de su mano derecha era del tamaño de un cubito de hielo".
En 1926, las hermanas organizaron un concierto de gala a beneficio de la nación de Francia en el teatro Champs-Élysées. Entre los artistas participantes estaban Josephine Baker, Harry Pilcer y el director de orquesta Billy Arnold.
A principios de 1927, la popularidad de The Dolly Sisters empezó a decaer. Su publicitado espectáculo parisino A vol d'oiseau, cerró tras ocho semanas. Las hermanas pasaron más tiempo apostando que actuando y finalmente se retiraron en 1929.[cita requerida]

## Vidas personales

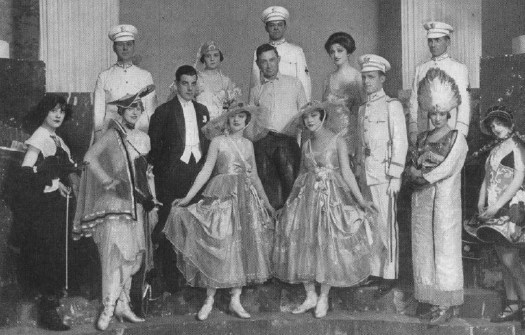
En el escenario (centro) de las Ziegfeld Follies. Su amiga Olive Thomas se puede ver justo encima de la Dolly Sister más a la izquierda

La vida privada de The Dolly Sisters era tan melodramática como su vida pública era estelar. Rose Dolly se casó tres veces, mientras que Jenny Dolly se casó dos veces y tuvo una serie de aventuras muy publicitadas con hombres ricos. Su reputación de salir con hombres ricos les valió el apodo de "The Million Dollar Dollies".
En 1913, Rosie se casó con el compositor Jean Schwartz. Se divorciaron en 1921. Su segundo matrimonio fue con Mortimer Davis, Jr, con quien se casó en 1927. Davis era hijo de Mortimer Davis, presidente de la Imperial Tobacco Company of Canada Limited. El padre de Davis desaprobó el matrimonio y cortó con Davis, Jr. Rosie y Davis se divorciaron en 1931. El último matrimonio de Rosie fue con el comerciante Irving Netcher en 1932. Estuvieron casados hasta la muerte de Netcher en 1953.
El primer matrimonio de Jenny fue con su compañero de baile Harry Fox en 1912. También se divorciaron en 1921. En 1925, las hermanas conocieron al magnate del comercio minorista Harry Gordon Selfridge mientras actuaban en Londres. Jenny comenzó un romance con Selfridge (se dice que Rosie también tuvo un romance con él). Selfridge agasajó a Jenny con costosos regalos y financió el hábito de juego de ambas hermanas. Las Dolly Sisters habrían apostado aproximadamente 4 millones de dólares del dinero de Selfridge. Mientras seguía con Selfridge, Jenny Dolly empezó a salir con el piloto francés Max Constant. En 1933, Selfridge ofreció a Jenny 10 millones de dólares para que se casara con él.[cita requerida]

### Accidente
Antes de dar una respuesta a Selfridge, decidió pasar unas últimas vacaciones con Constant. Mientras ambos regresaban a París, Constant estrelló el coche deportivo en el que viajaban cerca de Burdeos. Jenny sufrió graves lesiones (su estómago había sido desplazado hacia la cámara pulmonar) que requirieron decenas de operaciones y cirugías plásticas para reconstruir su rostro.
Para pagar sus gastos médicos, Jenny vendió una parte de su colección de joyas. Después de que la mayor parte de los ingresos financieros de Jenny desaparecieran, Selfridge pagó los tratamientos médicos de Jenny, aunque los dos nunca se casaron.

## Últimos años y muertes

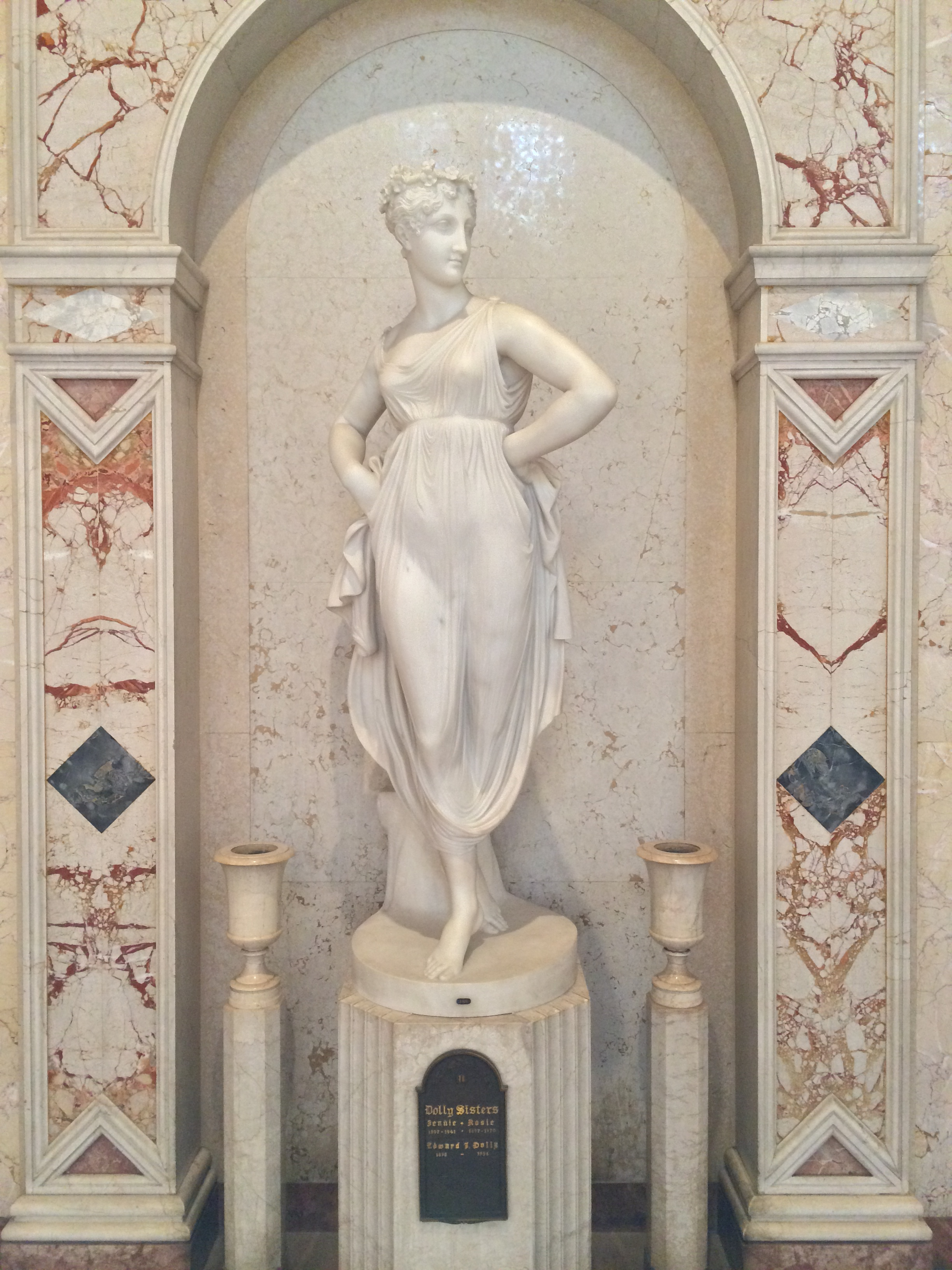
Tumba de Jenny y Rosie, "The Dolly Sisters", en el Great Mausoleum, Forest Lawn Glendale

Después del accidente automovilístico, Jenny Dolly desarrolló una depresión. Su depresión aumentó cuando se vio obligada a vender el resto de sus joyas en una subasta en 1936. Después de vivir en el extranjero durante nueve años, Jenny regresó a los Estados Unidos cuando su hermana la invitó a vivir con ella y su esposo, Irving Netcher, en Chicago. Allí, Jenny conoció a Bernard Vinissky, un acaudalado abogado; los dos se casaron el 29 de junio de 1935.
Vinissky adoptó más tarde a dos huérfanos húngaros, Klári (1924-2013) y Manczi (1925-1985), que Jenny había adoptado en 1929. Sin embargo, el matrimonio no sirvió para aliviar la depresión de Jenny, y la pareja se separó. Jenny tomó un apartamento en Hollywood con sus dos hijas. El 1 de junio de 1941, se colgó de una barra de cortina en su apartamento.
En los años siguientes a su retiro y a la muerte de su hermana, Rosie Dolly se retiró de la vida pública. Sin hijos propios, dedicó los años que le quedaban a hacer obras de caridad para niños en Hungría. En 1962, Rosie también intentó suicidarse. El 1 de febrero de 1970, murió de un ataque al corazón en Nueva York a la edad de 77 años.
Los cuerpos de ambas hermanas están enterrados en el Great Mausoleum de Forest Lawn Memorial Park, Glendale, California.